# 国际矿山测量协会
国际矿山测量协会（International Society for Mine surveying 简称ISM）1969年成立于捷克，是联合国教科文组织下的非官方一级学术组织，现有42个成员国。中华人民共和国于1995年加入了这个组织。